# Welaluhu
Welahulu ist der Hauptort des osttimoresischen Verwaltungsamts Fatuberlio (Gemeinde Manufahi). Er liegt im Suco Clacuc auf einer Meereshöhe von 103 m. Südlich des Zentrums an der südlichen Küstenstraße Osttimors liegen etwas abseits weitere Teile von Welaluhu. Im Zentrum befinden sich ein kommunales Gesundheitszentrum, ein provisorischer Hubschrauberlandeplatz, eine Prä-Sekundärschule und eine Grundschule. Eine weitere Grundschule liegt im Südteil.

## Geschichte
In Welaluhu wurden 1981 die Einwohner vom Suco Caicassa durch die indonesischen Besatzer zwangsangesiedelt. Viele starben an Malaria und Hunger.
Ende 2012 besetzten über 1.000 Anhänger der Organisation CPD-RDTL unter der Führung von Generalkoordinator Aitahan Matak eine größere Fläche in Welaluhu, nahe Weberec, die der dortigen Dorfgemeinschaft gehört. Der Administrator des Subdistrikts Fatuberlio Tobias Hornay sprach von 7.000 Mitgliedern der CPD-RDTL, die Organisation selbst von sogar 11.000. Als Anlass wurde das hundertjährige Jubiläum der Rebellion von Manufahi unter dem Liurai Boaventura gewählt. Da sie Macheten und Uniformen trugen, fühlte sich die lokale Bevölkerung von ihnen bedroht und verlangten ihren Abzug. Aitahan Matak verneinte eine kriminelle Handlung. Man wolle hier in einer Kooperative Landwirtschaft betreiben, um Osttimor unabhängig von Importen zu machen. Auch gäbe es keine illegalen Geldsammlungen. Man nehme nur Spenden an, um das Projekt zu finanzieren. Auch bestritt die CPD-RDTL, dass sie Vieh der Einheimischen gestohlen und geschlachtet habe. Die lokale Bevölkerung beklagten, dass deren Felder von der CPD-RDTL besetzt worden wären, während die Organisation von ungenutzten Flächen sprach, die zuvor von den Indonesiern für ihr Umsiedlungsprogramm genutzt wurden und daher nun dem Staat gehörten. Staatspräsident Taur Matan Ruak und das Kabinett forderten Premierminister Xanana Gusmão auf, Polizei (PNTL) und Soldaten der Verteidigungskräfte Osttimors (F-FDTL) zu entsenden, um die öffentliche Ordnung aufrechtzuerhalten. Der Oberkommandierende der Armee Lere Anan Timur erklärte, er sehe keine Gefahr durch die CPD-RDTL und glaube auch nicht an Straftaten. Die CPD-RDTL habe es nur versäumt vor der Ansiedlung die lokalen Führer und die Dorfgemeinschaft zu kontaktieren. Mitte März 2013 wurden die verbliebenen 800 CPD-RDTL-Mitglieder von der Polizei von Welaluhu wieder in ihre Heimatdistrikte gebracht. Die Felder wurden lokalen Autoritäten übergeben. Der CPD-RDTL wurde von der Regierung angeboten, Grundstücke in anderen Distrikten als Kooperative zu bewirtschaften.